# Гросбрембах
Гросбрембах (нем. Großbrembach) — община в Германии, в земле Тюрингия.
Входит в состав района Зёммерда. Подчиняется управлению Буттштедт. Население составляет 831 человек (на 3 января 2025 года). Занимает площадь 16,28 км².